# Cabrer
Pour les articles homonymes, voir Cabrer (homonymie).

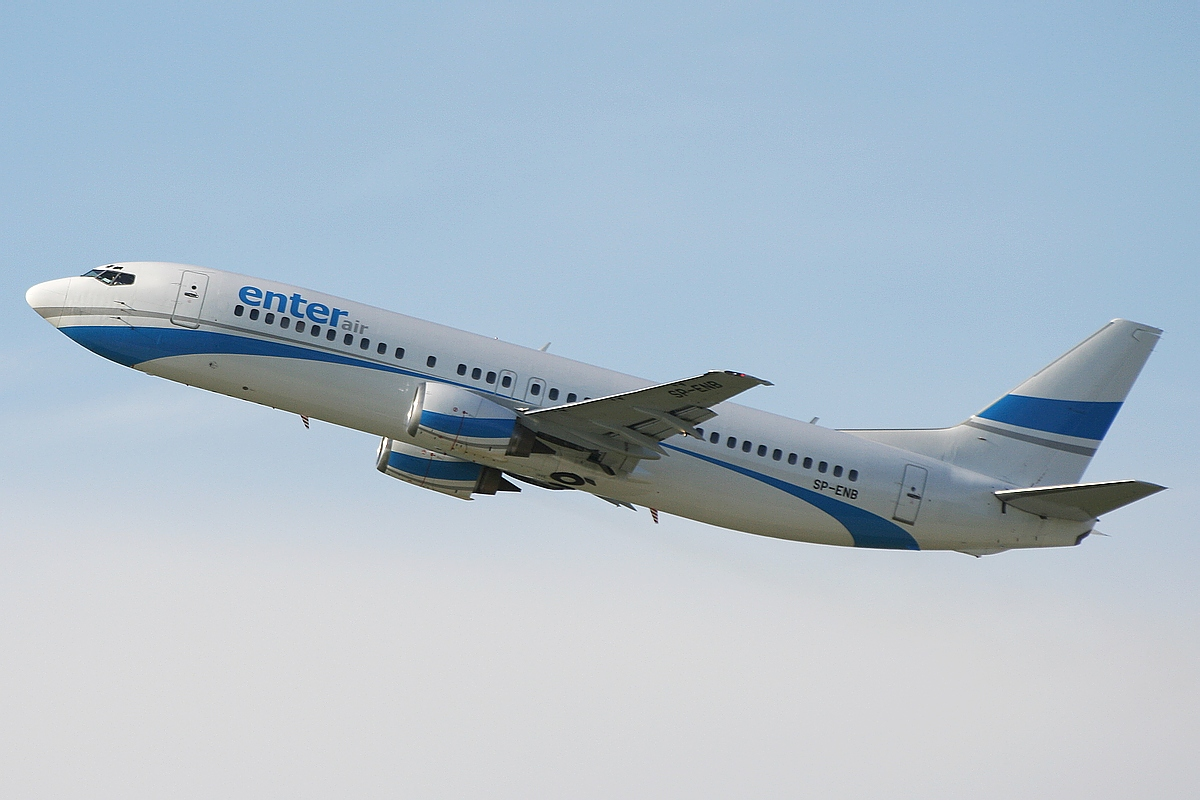
Cabrage - Boeing 737-400 Enter Air.

Cabrer désigne, en aéronautique, l'action de faire augmenter l'assiette d'un aéronef ; le mouvement inverse se disant « piquer ». Le terme « cabrage », bien qu'utilisé dans Le Petit Robert, n'est pas employé par les professionnels qui préfèrent dire « action à cabrer »[réf. nécessaire].
Bien qu'il ne faille pas confondre les angles d'assiette (qui se réfère à l'horizon) et d'incidence (qui se réfère au vecteur vitesse), l'« action à cabrer » est généralement accompagnée d'une augmentation de l'angle d'incidence. Lorsque l'angle d'incidence atteint sa valeur critique, l'avion est en situation de décrochage.
Certains avions de combat modernes effectuent une figure acrobatique appelée « Cobra de Pougatchev », caractérisée par un cabrage rapide jusqu'à un angle de d'incidence de 90 à 120°. La poussée vectorielle  (cf. l'avion expérimental Rockwell-MBB X-31) permet de maintenir des fortes incidences positives (« à cabrer »)